# تاریخ نظامی ایران
تاریخ نظامی ایران قدمتی بسیار طولانی داشته‌است و همواره دارای پیروزی‌های ارزشمندی بوده‌است به گونه‌ای که دارای فرهنگ و تمدن نظامی مستقل بوده‌است.

## فرمانروایی هخامنشیان
امپراتوری هخامنشیان (۵۵۹ تا ۳۳۰ سال قبل از میلاد)، اولین امپراتوری ایرانی بود که توانست به قسمت‌های بزرگی از منطقه حکومت کند. در این دوره ایران یک ارتش ملی داشت که تعداد سربازان آن در حدود ۲۲۰۰۰۰ تا ۲۵۰۰۰۰ نفر بود و علاوه بر آن کشورهای هم پیمان و مستعمره ایران، دارای ده‌ها هزار سرباز بودند. همچنین آرایش جنگی سپاه به صورت قلب و جناحین و ذخیره اولین بار توسط داریوش بزرگ ابداع شد. داریوش با جمع‌آوری سربازان نخبه، گارد جاویدان را به وجود آورد که شمار سربازان آن به ده هزار نفر می‌رسید که همه جا شاهنشاه را همراهی می‌کردند.

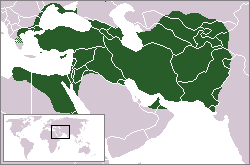
وسعت ایران در دوران هخامنشی (۵۰۰ سال قبل از میلاد)

ارتش ایران در آن زمان به تقلید از مادها به هنگ‌هایی هزار نفره تقسیم می‌شد که به هر یک، هنگ یا هزاربام می‌گفتند. به فرمانده هر هزاربام، هزارپتیش (هزاربد) می‌گفتند. به هر ده هزاربام، یک لشکر می‌گفتند. مشهورترین لشکر آن دوره که به عنوان لشکر آماده باش شخص شاهنشاه تلقی می‌شد، لشکر جاودان نام داشت. کوچکترین واحد تقسیمات ارتش هخامنشی، داتابا بود؛ داتابا از ده مرد مسلح تشکیل می‌شد. به مجموع ده داتابا، یک صاتابا می‌گویند و در حقیقت یک صاتابا از صد سرباز مسلح تشکیل می‌شد. هر هزاربام هم از ده صاتابا تشکیل می‌شد.

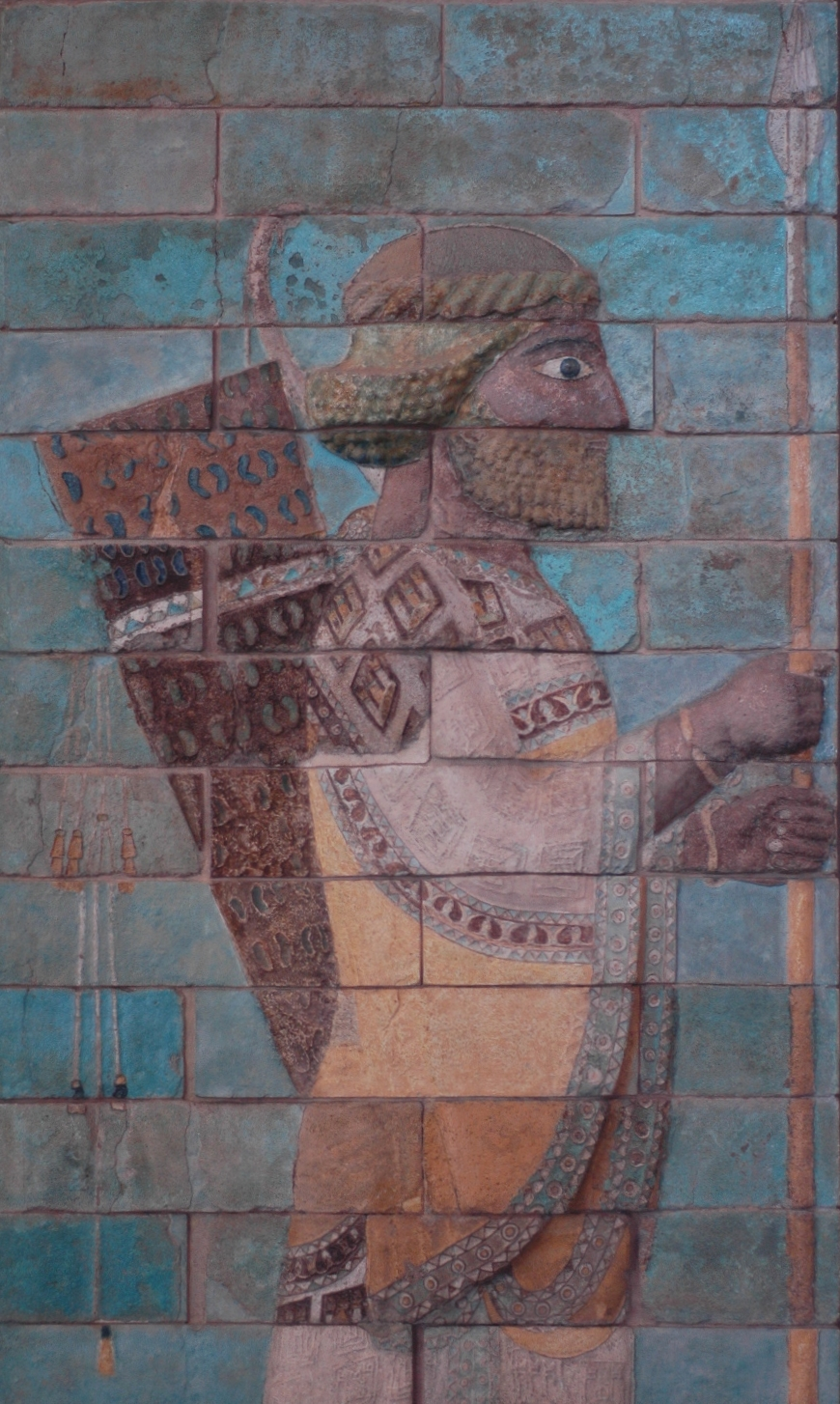
تصویری از یک سرباز از گارد جاویدان در زمان داریوش

در زمان کوروش بزرگ اولین بار ارابه وارد سپاه ایران شد که فرمانده ارابه‌ها را ارتشتار می‌گفتند.
ارتش در آن زمان برای تشخیص گروه‌های خود از رنگ‌های بسیاری استفاده می‌کرد؛ بیشترین این رنگ‌ها زرد، زرشکی و آبی بودند. این سیستم، بیشتر در سربازان ایرانی محلی و فارسی زبانان بکار می‌رفت و در سربازانی که متعلق به مناطق متحد و هم پیمان ایران بودند بکار نمی‌رفت.
یکی از روش‌های معمول جنگ ایرانیان در این دوره، شکل گرفتن به صورت یک دیوار سپری بود به‌طوری‌که کمانداران می‌توانستند از درون آن تیراندازی کنند. به این گروه از سربازان، اسپارابارا (که در زبان باستانی ایران به معنی سپردار است) می‌گفتند که به یک ترکهٔ مستطیل شکل مسلح شده بودند که به آن اسپارا (یا سپر) می‌گفتند و با یک نیزه کوچک حدوداً دو متری، می‌جنگیدند.
در دوران امپراتوری هخامنشیان، تیر و کمان، رایجترین جنگ‌افزار ایرانیان بود. نقش اصلی اسپاراباراها، فرونشاندن حملات دشمنان و ضعیف کردن آن‌ها، با تیراندازی به طرف آن‌ها بود و ضربه اصلی را سواره نظام ارتش به دشمن، وارد می‌کرد. این فنون جنگی، در مقابل حمله یونانیان، که بسیار متفاوت می‌جنگیدند، کاری به پیش نبرد. سربازان یونانی، در آن جنگ زره‌های بادوام و سنگینی پوشیده بودند و یک سپر سنگین و بزرگ حمل می‌کردند و در برابر آن‌ها، سربازان ایرانی، با زره‌های نازک چرمی و پارچه‌ای و سپرهای کوچک چوبی، می‌جنگیدند. اما با آغاز دوران اشکانیان که مبتکر نوع جدیدی از استراتژی جنگی بودند ایرانیان توانستند با شیوهٔ جنگی نو شکست‌های سنگینی را بر سلوکیان و روم وارد کنند و در نهایت شیوهٔ جنگی یونانیان که به روم منتقل شده بود و به آرایش فالانژ معروف بود منسوخ شده و کنار گذاشته شد.
این شیوهٔ جنگی در زمان ساسانیان بهتر و گسترده‌تر و همچنین منظم تر شد. در تمام طول جنگ‌های ایران و روم به جز «دو سه بار» در باقی جنگ‌ها ایران پیروز شد.

## چیرگی یونانیان (۳۳۰ تا ۱۵۰ سال قبل از میلاد)

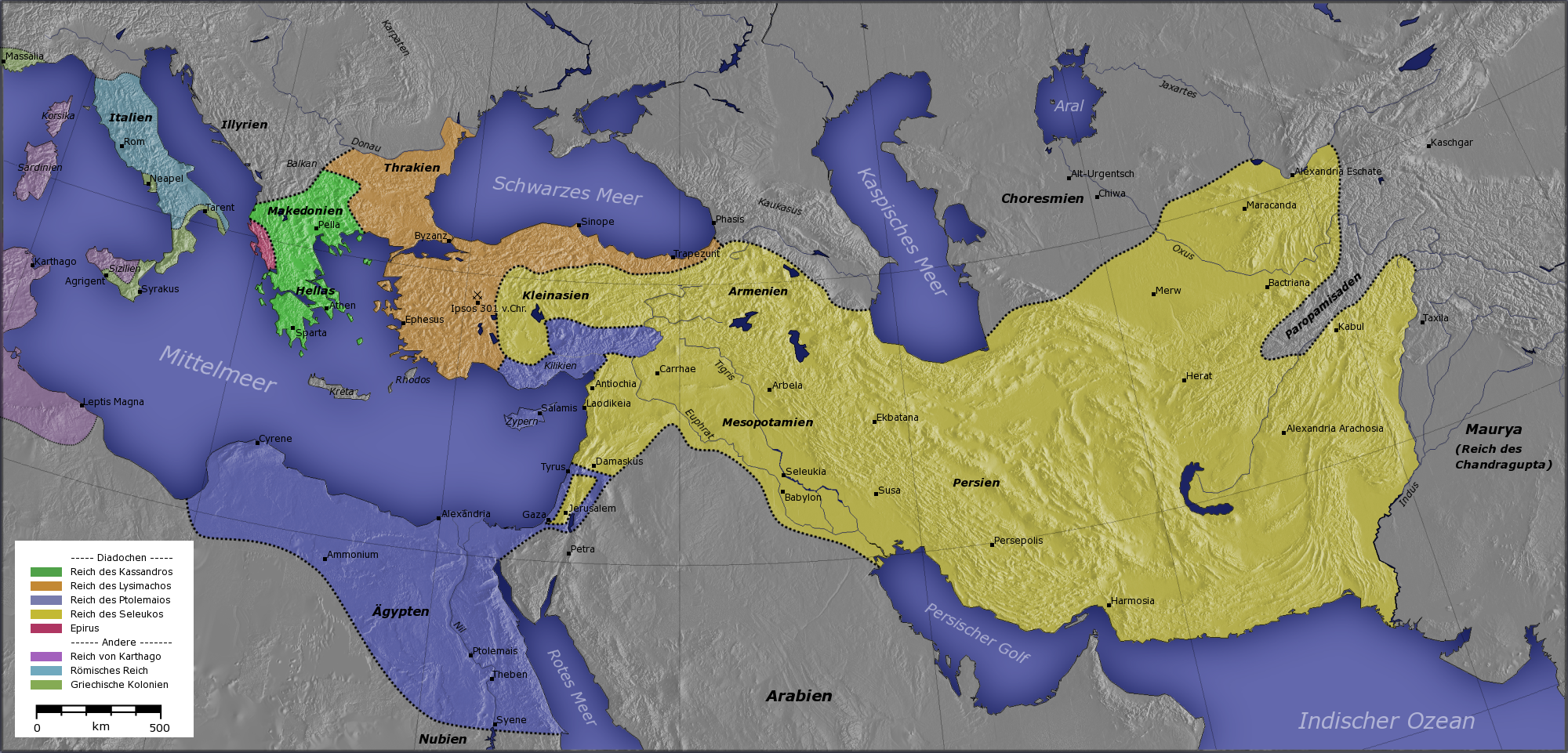
وسعت ایران در دوران سلوکیان

حکومت مقتدر و بزرگ هخامنشی در ۳۳۰ پیش از میلاد مقهور قدرت نوظهور یونانیان گردید. یونانیان به‌ایران حمله کرده و سپاهیان ایران را شکست داد؛ به این ترتیب یونانیان موفق به‌انهدام حکومت ایرانیان گردیدند. نخستین نبرد اسکندر مقدونی و ایرانیان در بهار (۳۳۴ پ. م) در حوالی آسیای کوچک نبرد گرانیک یا گرانیکوس نامیده می‌شود. اسکندر از تنگه داردانل گذشته وارد آسیای کوچک شد. این نبرد در کنار رود گرانیک روی داد که به دریای مرمره می‌ریزد. دومین نبرد اسکندر و ایرانیان در نبرد ایسوس، (۳۳۳ پ. م) اولین نبرد مستقیم اسکندر است با سپاه داریوش سوم. داریوش و اسکندر در نزدیکی شهر ایسوس با یکدیگر رو به رو شدند. سومین نبرد اسکندر و ایرانیان در نبرد گوگمل، (۳۳۱ پ. م) دومین نبرد مستقیم اسکندر است با سپاه داریوش سوم در گوگمل واقع در نزدیکی اربیل امروزی. بیشترین مقاومت‌ها را طوایف آریایی برزینی در نبرد گوگمل انجام دادند.
امپراتوری یونانی سلوکی، جانشین حکومت اسکندر حساب می‌شود و مناطقی از ایران، آناتولی مرکزی، شام، میان رودان، ترکمنستان، پامیر و رود سند را در بر می‌گرفت.

## فرمانروایی اشکانیان (۲۵۰ سال قبل از میلاد-۲۲۶ سال بعد از میلاد)
قوم پارت، یک تمدن واقع در شمال شرقی ایران کنونی بودند. سلسله پادشاهان اشکانی (پارتی)، تمامی سرزمین‌های ایران معاصر را پوشاندند. سرزمین‌هایی که پادشاهان اشکانی تصرف کرده بودند، عبارتند از:ارمنستان، عراق، گرجستان، شرق ترکیه، شرق سوریه، ترکمنستان، افغانستان، تاجیکستان، پاکستان، کویت، خلیج فارس، مناطق ساحلی عربستان سعودی، بحرین، قطر، لبنان، اسرائیل، فلسطین و دبی.

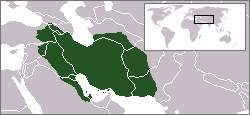
وسعت ایران در دوران اشکانیان

اشکانیان پس از بیرون کردن تدریجی حاکمان یونانی از ایالت‌ها پس از مدتی تمامی ایران را آزاد کرده و دولت سلوکی هم توسط فرهاد دوم اشکانی از بین رفت. این حکومت بعد از شکست دادن حکومت یونانی سلوکی، به روی کار آمد و کار خود را در اواخر قرن سوم قبل از میلاد آغاز کرد و سرزمین‌های میان رودان توسط آن‌ها بین سال‌های ۱۵۰ سال قبل از میلاد—۲۲۴ سال بعد از میلاد، کنترل می‌شد. این حکومت سومین سلسله محلی-باستانی ایران (بعد از مادها و هخامنشیان) به حساب می‌آید. امپراتوری اشکانی، اصلی‌ترین و تنها رقیب امپراتوری روم بود.

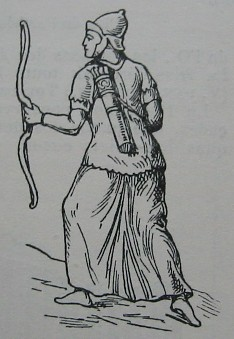
تصویری از یک کماندار اشکانی

اشکانیان تا منطقه ارم در عربستان نیز نفوذ داشتند. به‌طوری‌که در اتحادیه بازرگانان صمغ کندر، ظرف‌های سفالینی پیدا شده که به سبک اشکانیان جلا داده شده‌اند. بالاخره در سال ۲۲۴ بعد از میلاد، در هنگامی که ساختار این حکومت سست شده بود، عمر این امپراتوری به‌سر آمد و آخرین پادشاه این سلسله اشک بیست و نهم (اردوان پنجم) در منطقه هرمزدگان از اردشیر بابکان شکست خورد و اینچنین شد که امپراتوری قدرتمند ساسانی شکل گرفت.

## فرمانروایی ساسانیان (۲۲۶–۶۳۷ میلادی)
ارتش ساسانیان (پهلوی:سپاه)، با روی کار آمدن اردشیر بابکان (۲۲۶ تا ۲۴۱ میلاد)، که بنیانگذار سلسله ساسانی بود، متولد شد. هدف اردشیر، احیای امپراتوری ایران بود و از نتایج این هدف، اصلاح شدن ارتش ایران و ساختن یک ارتش دائمی بود که تحت فرماندهی شخصی خود و افسرانی بود که فقط از خودش اطاعت می‌کردند و از استاندار منطقه، پیروی نمی‌کردند.

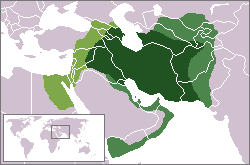
وسعت ایران در دوران ساسانیان (۶۰۲ تا ۶۲۹ میلادی)

سازمان‌های نظامی ساسانی، مدل سواره نظام اشکانیان را نگه داشتند ولی زره‌ها و شیوه‌های جنگاوری جدیدی را بکار گماشتند؛ و این کارها آغازی بودند برای درست کردن سیستمی نظامی، که بیش از ۴۰۰ سال (تا زمانی که امپراتوری ساسانی وجود داشت) به و جانشینانش خدمت کرد تا بتواند در مقابل امپراتوری روم و بعد از آن امپراتوری روم شرقی که یکی از دو امپراتوری قدرتمند تاریخ در غرب اوراسیا است، ایستادگی کند. در آن زمان ارتش ساسانی از ارانشهر (که نام ساسانی ایران است)، در مقابل ایلات آسیای میانه، که از هپتالیان و ترک‌ها بودند، دفاع می‌کرد؛ و بعدها ستیز علیه امپراتوری روم را آغاز کرد.

## چیرگی اعراب (۶۳۷–۶۵۱ میلادی)

چیرگی اعراب بر ایران
مناطق تصرف شده توسط محمد، ۶۲۲–۶۳۲ میلادی
مناطق تصرف شده توسط خلفای راشدین، ۶۳۲–۶۶۱ میلادی
مناطق تصرف شده توسط امویان، ۶۶۱–۷۵۰ میلادی

حکومت مقتدر و بزرگ ساسانی در ۶۵۱ میلادی مقهور قدرت نوظهور اعراب مسلمان گردیدند. اعراب با کمترین امکانات به‌ایران حمله کرده و ایرانیان را در جنگ قادسیه، جنگ تیسفون، جنگ جلولا و جنگ نهاوند شکست دادند؛ به این ترتیب اعراب موفق به‌انهدام حکومت ساسانیان گردیدند.
پس از چیرگی اعراب و استقرار دین اسلام در سرزمین ایران، تحولات بسیاری در عرصه‌های اجتماعی، مذهبی و سیاسی به‌وجود آمد. ایرانیان که از تبعیض طبقاتی موجود در کشورشان ناراضی بودند اسلام را پذیرفتند؛ با این حال هرگز مخالفت خویش را با سلطه اعراب به‌ویژه امویان و عباسیان بر خاک ایران پنهان نکردند و جنبش‌های استقلال‌طلبانه‌ای را به‌پا ساختند که تشکیل حکومت‌هایی چون طاهریان (۸۸۱–۸۲۶ م) و صفاریان (۹۰۳–۸۶۶ م) را می‌توان از نتایج آن‌ها برشمرد.

## سلسله طاهریان (۸۲۱–۸۷۳ میلادی)
سلسله طاهریان، بر شمال شرقی امپراتوری ایران و در منطقه خراسان حکومت می‌کرد (به قسمت‌هایی از ایران، افغانستان، تاجیکستان، ترکمنستان و ازبکستان). بنابراین سومین پایتخت ایران نیشابور بود.
هرچند نیشابور تحت خلافت عباسیان از بغداد بود اما فرمانروایی طاهریان یک حکومت خود مختار و کاری بود. این سلسله به وسیله طاهر ذوالیمینین که سردار برجسته مأمون بود، بنیان‌گذاری شد. پیروزی‌های نظامی طاهر در شرق ایران باعث قدردانی از او و هدیه دادن به وی، توسط پادشاهان منطقه می‌شد. در نتیجه این پیروزی‌ها، جانشینان طاهر موفق شدند که تا هند نیز نفوذ کنند.
سلسله طاهریان تلاش می‌کرد که اولین سلسله مستقل از سلسله عباسی باشد که در خراسان تأسیس می‌شود. این سلسله به وسیله سلسله صفاریان برانداخته شد و خراسان به امپراتوری صفاریان در شرق ایران پیوست.

## سلسله علویان طبرستان (۸۶۴–۹۲۸ میلادی)
علویان طبرستان، یک قوم شیعه بودند که در طبرستان (مازندران) ایران قرار داشتند. علویان از نسل امام دوم شیعیان-حسن بن علی-بودند که دین اسلام را به مناطق جنوبی دریای خزر آورده بودند. حکومت آن‌ها در سال ۹۲۸ میلادی و پس از شکست خوردن از حکومت سامانیان، منقرض شد. بعد از شکست علویان، بسیاری از سربازان و سرداران علوی به سلسله سامانیان پیوستند. مرداویج زیاری-پسر زیار-یکی از سردارانی بود که به سلسله سامانیان پیوست. او بعدها سلسله زیاریان را تأسیس کرد. همچنین علی، حسن و احمد، پسران بویه، نیز در بین سرداران ملحق شده به ارتش سامانیان بودند.

## سلسله صفاریان (۸۶۱–۱۰۰۳ میلادی)
سلسله صفاریان، یک سلسله کم عمر واقع در منطقه سیستان (منطقه‌ای تاریخی در جنوب خاوری ایران) بود.
پایتخت صفاریان شهر زرنج (که هم‌اکنون در افغانستان است)، بود. بنیان‌گذار حکومت صفاریان، شخصی بنام یعقوب لیث بود. او در اول یک مسگر (صفار) بود و در کنار پدرش کار می‌کرد. هنگامی که به سن رشد رسید از طرف دیگر عیاران به سرداری انتخاب شد. او کنترل منطقه سیستان را بدست گرفت و بعد از آن کل کشور افغانستان و قسمت‌هایی از پاکستان (کنونی) را به تصرف خود درآورد. صفاریان، پایتخت خود (زرنج) را، به عنوان پایگاهی برای حمله به مناطق شرقی و غربی مورد استفاده قرار می‌دادند. آن‌ها خراسان را به تصرف خود درآورند و سلسله طاهریان را در سال ۸۷۳ میلادی تصرف کنند. هنگام مرگ یعقوب، سلسله صفاریان توانسته بود مناطق کابلستان، استان سند، باختر (بلخ)، مکران، بلوچستان، کرمان، استان فارس، خراسان را تا بغداد، به تصرف خود درآورد.
حکومت صفاری پس از مرگ یعقوب عمر زیادی نکرد. برادر و جانشین یعقوب که عمرو لیث نام داشت، در جنگ با سامانیان (در سال ۹۰۰ میلادی)، شکست خورد و بیشتر قلمروی خود را تقدیم سامانیان کرد. صفاریان دوباره به سیستان محدود شدند و بعد از آن تسلیم سامانیان شدند و به عنوان نماینده آن‌ها، در سیستان حکومت کردند.

## سلسله سامانیان (۸۷۵ تا ۹۹۹ میلادی)
سلسله سامانیان، یک شاهنشاهی ایرانی در آسیای مرکزی و خراسان بزرگ بود. این سلسله بنام بنیان‌گذار آن که سامان خدا نام داشت و با اینکه اهل خانواده زرتشتی به اسلام روی آورده بود، نامگذاری شده‌است. این حکومت، از اولین حکومت‌های بومی ایران زمین و آسیای مرکزی بعد از حمله اعراب به ایران و از بین رفتن امپراتوری ساسانی است.

## سلسله زیاریان (۹۲۸–۱۰۴۳ میلادی) و سلسله بوییان (۹۳۴–۱۰۵۵ میلادی)

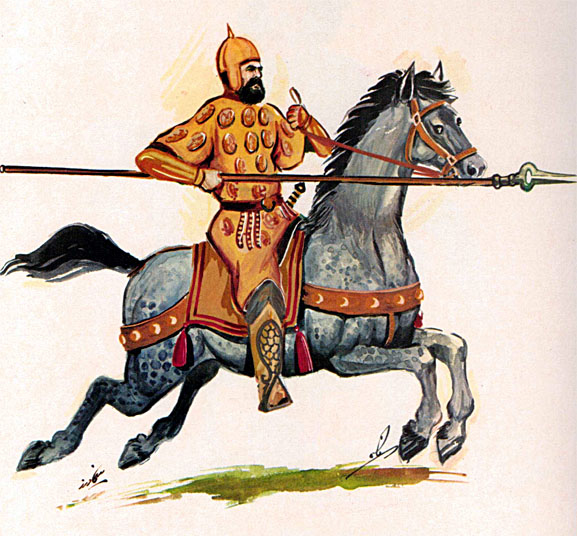
یک سرباز دیلمی

در غرب و مرکز ایران دو سلسله (دیلمیان) به نام‌های آل زیار (۳۲۰ ه‍. ق) و آل بویه که هر دو از مناطق شمال ایران برخاسته بودند نواحی مرکزی و غربی ایران و فارس را از تصرف خلفا آزاد کردند. مخصوصاً دیلمیان سخت نیرو گرفتند و مدت ۱۲۷ سال حکومت کردند و هنگامی که خلفا در برابر آن‌ها چاره‌ای جز تسلیم نیافتند حکومت بغداد را به آن‌ها واگذار کردند و خود به عنوان خلیفگی و احترامات ظاهری قناعت کردند.

## سلسله غزنوی (۹۶۳–۱۱۸۷ میلادی)

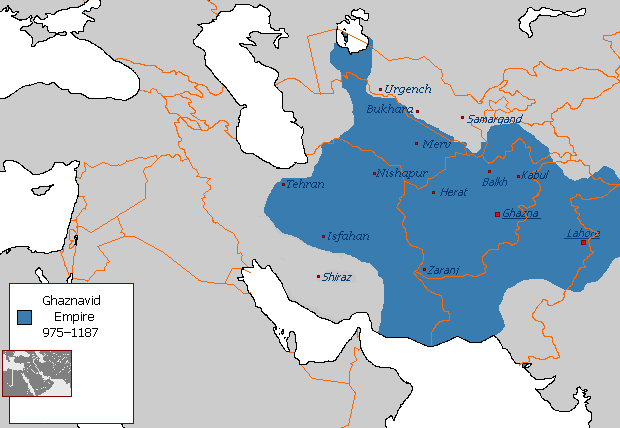
غزنویان در بزرگترین حالت خود

دولت غزنوی (۳۴۴ ه‍.ق - ۵۸۳ ه‍.ق) یک دولت فارسی‌زبان، نظامی و اسلامی بود. دولت غزنوی خاستگاه نژادی و پایگاه ملی خاصی نداشت، اما به عنوان مروج و ناشر اسلام مورد توجه و تأیید خلافت بغداد بود. از آنجا که غزنویان نخستین پایه‌های شهریاری را در شهر غزنین آغاز نمودند به غزنویان نامدار شدند. بنیادگذار این دودمان کسی به نام سلطان محمود غزنوی بود. پدران او بردگان ترکی بودند که در زمان سامانیان خریداری شده و برای این دودمان ایرانی خدمت می‌کردند.

## سلسله سلجوقی (۱۰۳۷–۱۱۸۷ میلادی)

ایران، در دوره سلجوقیان

سَلجوقیان یا سَلاجقه، یا آل سلجوق، نام دودمانی است که در قرن‌های پنجم و ششم هجری قمری (یازدهم و دوازدهم میلادی) بر بخش‌های بزرگی از آسیای غربی، شامل ایران کنونی، فرمانروایی داشتند.
سلجوقیان در اصل غزهای ترکمن بودند که در دوران سامانی در اطراف دریاچه خوارزم (آرال)، سیردریا و آمودریا می‌زیستند.
سلجوقیان که به اسلام رو آورده بودند، بعد از ریاست سلجوق بن دقاق، نام سلاجقه را به خود گرفتند و به سامانیان در مبارزه با دشمنانشان بسیار کمک کردند. پسر سلجوق بنام میکاییل که بعد از مرگ او ریاست این طایفه را بعهده داشت، چندین حکم جهاد برای مبارزه با (به قول مورخین) کفار صادر کرد.

## سلسله خوارزمشاهیان (۱۰۷۷–۱۲۳۱ میلادی)
انوشتکین نیای بزرگ خوارزمشاهیان، غلامی بود از اهالی غرجستان که توسط سپهسالار کل سپاه خراسان در زمان سامانیان خریداری شد. این غلام در دوران فرمانروایی سلجوقیان به سبب استعداد سرشار و کفایتی که از خود نشان داد به زودی مدارج ترقی را طی کرد و به مقامات عالی رسید تا این که سرانجام به امارت خوارزم برگزیده شد. نوشتکین صاحب ۹ پسر بود که بزرگ‌ترین آن‌ها، قطب‌الدین محمد نام داشت.
سلسله خوارزمشاهیان، سرانجام با حمله مغولان و نابودی بخشی از تمدن ایران به کار خود پایان داد.

## صفویان
در زمانی که شاه اسماعیل یکم به تخت پادشاهی تکیه زد وجود یک ارتش قوی و مقتدر جهت حفظ امنیت و آرامش داخلی و خارجی ایجاب شد. او وقتی که از مخفیگاه خود واقع در لاهیجان خارج شد مریدانی جذب کرد شاه اسماعیل تا تابستان ۷۰۰۰ نیرو که بیشترشان از ترکان آناتولی بودند جذب کرد سپس حوزه فعالیت او گسترش یافت و وی یک ارتش بزرگ را ایجاد کرد. ارتشی که او ایجاد کرده بود درست شده از ایل قزلباش بود. قزلباشان به صورت سواره می جنگیدند و سواران آنها را قورچی می نامیدند. قورچی ها مسلح به شمشیر های هلالی و کمان و تفنگ بودند. از زمان شاه عباس بزرگ به بعد پیاده های مسلح به تفنگ از مردم تاجیک‌ و نیز سپاه غلامان خاصه(درست شده از ارمنی ها، چرکس‌ها و گرجی‌ها) بودند. توپخانه ها معمولا در زمان شاه تهماسب یکم برای محاصره به کار برده میشد. اما به دلیل گونه تاکتیک های جنگی ایرانیان که تحرک زیاد در میدان جنگ بود، در جنگ خیلی تاثیری نداشت. همچنین بالاترین مقام نظامی از زمان شاه عباس به بعد سپهسالار بود. این سمت در ابتدا دائمی بود اما بعدها فقط در زمان جنگ این سمت وجود داشت. مقام‌های اصلی سپاه ایران در زمان شاه سلیمان (گفته از سفرنامه کمپفر) به شرح زیرند: 
- قورچی باشی: فرمانده قورچیان (سواران قزلباش) و بالاترین مقام پس از سپهسالار. قورچی‌ها در زمان شاه سلیمان حدود ۱۰ تا ۱۲ هزار نفر تخمین زده می‌شوند و سالانه ۱۰ تا ۱۲ تومان مزد می‌گرفتند.[۳]
- قوللر آقاسی: فرمانده سپاه غلامان. سپاه غلامان از گرجیان، چرکسها، ارمنیان و دیگر غیر ایرانیان ساخته می‌شد که به گونهٔ سواره می‌جنگیدند. شمار آن‌ها حدود ۱۵ تا ۱۸ هزار نفر تخمین زده می‌شد و سالانه کمی کمتر از ۱۰ تومان مزد می‌گرفتند.[۳]
- تفنگچی‌لر آقاسی: فرمانده سپاه تفنگچیان پیاده بود. این تفنگچیان تاجیک (ایرانی غیرترک) بودند و پیاده می‌جنگیدند. به این‌گونه از اسب تنها برای نقل و انتقال پیش از درگیری استفاده می‌کردند اما در هنگام جنگ و در نزدیکی دشمن از اسب پیاده شده و می‌جنگیدند. سلاح آن‌ها نیز تفنگ و شمشیر بوده‌است. شمار آن‌ها نزدیک به ۵۰ هزار تخمین زده می‌شود. مزد سالانه تفنگچی‌ها کمی کمتر از غلامان بود. تفنگچیان مازندرانی از دیگر تفنگچیان نامدارتر بوده‌اند.[۳]
- توپچی باشی: فرمانده توپخانه ایران که در میان مقام‌های گفته شده پایین‌ترین اهمیت را داشت.

به جز نیروهای نظامی گفته شده گروهی ساخته از ۲۰۰۰ سرباز مجهز پیاده نام‌ور به جزایری وجود داشتند که مزد آن‌ها را شاه پرداخت می‌کرد و کار نگهبانی از دربار را به دوش داشتند. آن‌ها زیر فرماندهی ایشیک آقاسی باشی بودند.
یگان‌های درونی در سپاه را افسرانی دارای عنوان‌های زیر اداره می‌نمودند. این عنوان‌ها همگی از واژه‌های ترکی درست شده‌اند:
- مین باشی (فرمانده ۱۰۰۰ سرباز) دارای مزد سالانه ۷۰ تومان
- یوز باشی (فرمانده ۱۰۰ سرباز) دارای مزد سالانه ۳۰ تومان
- اون باشی (فرمانده ۱۰ سرباز) دارای مزد سالانه ۱۵ تومان

(البته همان‌گونه که امروزه نیز رایج است گاه تعداد سربازان زیر فرماندهی این صاحب‌منصبان کمتر یا بیشتر از میزان نامی آن بود) مزد سربازان به صورت حواله پرداخت می‌شد. این حواله‌ها برای والیان بخش‌های گوناگون کشور صادر می‌شد و سربازان معمولاً به دلیل عدم امکان سفر به آن بخش‌ها آن‌ها را به دلالان می‌فروختند. تأمین خوراک در هنگام جنگ‌ها به دوش خود سربازان بود، به همین شوند (دلیل) در هنگام جنگ‌ها پیشه‌وران در پی سپاه روان می‌شدند و کالاهای مورد نیاز را به آن‌ها می‌فروختند.

## افشاریان
در پی زوال دولت صفویه، نایب السلطتنه و سردار این دولت یعنی نادرشاه زمان امور کشور را در اختیار گرفت. نادرشاه فرماندهان نظامی لایق از جمله ابراهیم‌ خان ظهیری الدوله افشار، طهماسب خان جلایر و کریم‌خان زند را استخدام کرد. هسته این ارتش را گروه چند صد نفره سربازان که از طایفه نادرشاه بودند را تشکیل می دهد. این ارتش در زمان اوج خود ۳۷۵۰۰۰ سرباز و نیرو تشکیل شده بود که در زمان خود قوی ترین ارتش بود. اما پس از مرگ نادرشاه امپراتوری میان سرداران نظامی نادرشاه تقسیم شد.

## آمار سپاه ایران در دوره‌های مختلف
| دوره تاریخی                | کمیت ارتش و…                    |
| -------------------------- | ------------------------------- |
| امپراتوری ماد              | حدوداً ۴۰۰۰۰ نفر                 |
| هخامنشیان                  | حدوداً ۲۰۰۰۰۰ نفر + نیروی دریایی |
| اشکانیان                   | حدوداً ۵۰۰۰۰ نفر                 |
| ساسانیان                   | حدوداً میان ۱۳۰ تا ۱۸۰ هزار نفر  |
| سلجوقیان                   | حدوداً ۸۰۰۰۰ نفر                 |
| صفویان (دوره شاه عباس اول) | حدوداً ۷۰۰۰۰ نفر                 |
| افشاریان (دوره نادر شاه)   | حدوداً ۸۵۰۰۰ نفر + نیروی دریایی  |
| قاجاریان (دوره آقامحمدخان) | حدوداً ۴۵۰۰۰ نفر                 |